# Fiodor Sołodow
Fiodor Maksimowicz Sołodow (ros. Фёдор Максимович Солодов, ur. 1898 we wsi Wontiejewo w guberni moskiewskiej, zm. w czerwcu 1972 w Moskwie) – funkcjonariusz radzieckich organów bezpieczeństwa, pułkownik.

## Życiorys
Rosjanin, od lutego 1918 żołnierz Armii Czerwonej, ranny w walkach z Niemcami, od września 1918 do września 1919 żołnierz 121 pułku 14 Dywizji Piechoty, ranny w walkach, od września 1919 do kwietnia 1920 przebywał w szpitalu w Moskwie. Od października 1919 członek RKP(b), od maja 1920 do sierpnia 1921 na kursach Armii Czerwonej, później był dowódcą plutonu i oddziału, od października 1924 do sierpnia 1925 ponownie na kursach wojskowych, od września 1925 służył w wojskach OGPU, gdzie był instruktorem i inspektorem ds. politycznych. Od grudnia 1931 do marca 1933 inspektor ds. politycznych Głównego Zarządu Ochrony Pożarniczej i Wojsk OGPU ZSRR, od marca 1933 do maja 1935 sekretarz odpowiedzialny biura partyjnego Wyższej Szkoły Pogranicznej OGPU/NKWD ZSRR, od maja 1935 do września 1937 sekretarz odpowiedzialny komisji partyjnej Zarządu Wojsk Pogranicznych i Wewnętrznych NKWD Białoruskiej SRR, od 19 sierpnia 1936 komisarz batalionowy. Od września 1937 do grudnia 1938 p.o. sekretarz komisji partyjnej Szkoły Doskonalenia Kadr Dowódczych NKWD ZSRR, w grudniu 1938 p.o. zastępcy szefa, a od 31 grudnia 1938 do 13 lipca 1939 p.o. szefa Wydziału Akt Stanu Cywilnego NKWD ZSRR, od 13 lipca 1939 do 31 grudnia 1940 szef tego wydziału. Od 4 października 1937 komisarz pułkowy, od 22 kwietnia 1940 major bezpieczeństwa państwowego, od 31 grudnia 1940 do 24 czerwca 1941 szef Centralnego Wydziału Akt Stanu Cywilnego NKWD ZSRR, od 24 czerwca 1941 do 7 grudnia 1942 szef Wydziału Akt Stanu Cywilnego Głównego Zarządu Milicji NKWD ZSRR, od 7 grudnia 1942 do 9 stycznia 1943 szef wydziału operacyjnego Głównego Zarządu Milicji NKWD ZSRR, od 9 stycznia 1943 do 28 listopada 1945 zastępca ludowego komisarza spraw wewnętrznych Buriacko-Mongolskiej ASRR ds. milicji. Od 28 listopada 1945 do maja 1946 szef wydziału obozów Głównego Zarządu Dróg Szosowych NKWD/MWD ZSRR, od 1946 do 13 maja 1948 sekretarz biura partyjnego Głównego Zarządu Zaopatrzenia Wojskowego MWD ZSRR, od 24 czerwca 1946 pułkownik.

## Odznaczenia
- Order Lenina
- Order Czerwonego Sztandaru
- Order „Znak Honoru”

I 6 medali.